# Telescopus tessellatus
Espèce
Synonymes
- Tarbophis tessellatus Wall, 1908
- Tarbophis martini Schmidt, 1939
- Telescopus tessellatus martini (Schmidt, 1939)

Statut de conservation UICN

 LC  : Préoccupation mineure
Telescopus tessellatus  est une espèce de serpents de la famille des Colubridae.

## Répartition
Cette espèce est endémique d'Iran.

## Publication originale
- Wall, 1908 : Notes on a collection of snakes from Persia. Journal of the Bombay Natural History Society, vol. 18, p. 795-805 (texte intégral).